# Бас, Шелте Джон
Шелте Джон Бас (англ. Schelte John Bus; 1956) — американский астроном и один из самых успешных первооткрывателей астероидов, родившийся в 1956 году, также известный как Бобби Бас (англ. Bobby Bus). В период 1999 по 2002 год Бобби Басом было открыто в общей сложности 1673 астероида, из которых 330 были открыты совместно с другими астрономами.
На данный момент работает в Институте астрономии Гавайского университета, а также в команде исследователей на телескопе IRTF НАСА.

## Образование и карьера
Образование получил в Калифорнийском технологическом университете, окончив его в 1979 году с дипломом бакалавра. Научным руководителем Баса был известный планетолог Юджин Шумейкер, один из открывателей кометы Шумейкеров—Леви. В 1999 году стал почётным доктором наук Массачусетского технологического института.
За время активной исследовательской работы Басом открыто более тысячи астероидов и несколько комет, среди которых:
- (2135) Аристей — астероид группы Аполлона;
- (3122) Флоренс — астероид группы Амура;
- Более 40 юпитерских астероидов-«троянцев», первым из которых был (3240) Лаокоон, открытый совместно с Элеонорой Хелин;
- Астероиды (4923) Кларк[англ.] и (5020) Азимов, названные в честь писателей-фантастов Артура Кларка и Айзека Азимова.
- Короткопериодическая комета 87P/Баса.

Совместно с профессором Массачусетского технологического института Ричардом Бинзелом вёл проект по классификации спектрального изучения малых астероидов главного пояса астероидов SMASS (англ. Small Main-belt Asteroid Spectroscopic Survey) — с 1993 по 1999 годы, а затем SMASSII, завершённый в 2003 году. Классификация астероидов SMASS на момент начала XXI века является одной из основных и общепринятых (вместе с классификацией Толена).
В честь самого Баса был назван открытый Эдвардом Боуэллом в 1982 году астероид (3254) Бас.